# Ondata di avvistamenti dell'autunno 1954
Per ondata di avvistamenti dell'autunno 1954 si intende una serie di numerosi avvistamenti di UFO verificatisi nei mesi di settembre, ottobre e novembre del 1954. In quel periodo gli avvistamenti si verificarono soprattutto in Europa dove, secondo uno studio effettuato da Donald Johnson, si concentrò circa il 75% degli avvistamenti mondiali. La maggior parte degli avvistamenti fu segnalata nell'ovest e nel sud del continente europeo. La nazione maggiormente interessata fu la Francia, dove si verificò circa il 70% degli in avvistamenti europei, seguita dall'Italia, dove si verificò circa l'8% degli avvistamenti. In alcuni casi si verificarono effetti fisici (segni sul terreno, caduta di bambagia silicea). Furono segnalati anche diversi incontri ravvicinati. Il maggior numero di avvistamenti si verificò nel mese di ottobre. Quella del 1954 fu la prima ondata di avvistamenti UFO che interessò l'Europa.

## Principali avvistamenti in Francia
- 10 settembre: Marius Dewilde, un ferroviere che abitava vicino alla stazione di Quarouble, fu testimone di un presunto avvistamento di UFO. Secondo il suo racconto, alle 22:30 sentì abbaiare il cane e uscì di casa con la lampadina tascabile incamminandosi lungo i binari. Ad un certo punto vide uno strano apparecchio e accanto ad esso due esseri alti circa un metro che indossavano uno scafandro. I due esseri risalirono sull'apparecchio, che si alzò in volo. Nel successivo sopralluogo effettuato dalla polizia furono riscontrati segni sulle traversine e sul pietrisco tra i binari. Il caso ebbe un notevole risalto sui giornali francesi[1][2].
- 24 settembre: avvistamenti di UFO furono segnalati in sei località: Bayonne, Lencouacq, Tulle, Ussel, Gelles, Vichy. Dallo studio di tali avvistamenti, l'ufologo Aimé Michel trasse spunto per la sua teorie sulle linee BAVIC (acronimo formato dalle parole Bayonne e Vichy, dove avvennero il primo e l'ultimo avvistamento della giornata).
- 30 settembre: nei pressi di Marcilly-sur-Vienne, sette operai di un cantiere edile e il capocantiere Georges Gatay ebbero un presunto incontro ravvicinato con un UFO. Essi videro un apparecchio a forma di disco e accanto ad esso un umanoide di piccola statura, che aveva in mano un casco. Secondo il racconto dei testimoni, sia il disco che l'umanoide svanirono all'improvviso[3].
- 7 ottobre: avvistamenti di UFO vennero segnalati in 28 località diverse, tra cui La Ferté-Macé, Lavenay, Montlevicq, Ballon, Cassis, Corbigny, Puymoyen, Marcillac.
- 24 ottobre: Emile Turpin, un ispettore delle ferrovie, si trovava nei pressi di Boulogne-sur-Mer e stava per fotografare alcuni siti preistorici. All'improvviso, secondo il suo racconto, vide in cielo un apparecchio a forma di disco, con un rigonfiamento nella parte centrale; Turpin riuscì a scattare due foto dell'oggetto prima che prendesse quota e sparisse dalla sua vista[4].

### Il caso di Bélesta
Il 16 ottobre a Bélesta verso le 21:30 gli abitanti della città videro una luminosità che sembrava provenire da un oggetto molto brillante situato sul bordo della montagna. L'oggetto salì verso il cielo, ridiscese, apparve e scomparve di seguito per parecchie volte. Dopo circa 20 minuti i testimoni videro un altro oggetto e dopo ancora qualche minuto se ne aggiunse un terzo; i tre oggetti cambiavano continuamente e rapidamente colore. Il fenomeno terminò alle 22:05. Il giornale La Dépêche du Midi dedicò al fenomeno un lungo articolo, parlando di "sfere luminose che si muovevano come in una specie di ronda magica". Il caso fu citato successivamente anche in libri di noti ufologi.
Nel 2009 un uomo, René Lagarde, ha confessato che si trattava di uno scherzo che aveva organizzato insieme ai suoi amici, una mezza dozzina di giovani. L'idea dello scherzo fu ispirata ai giovani dalla grande attenzione che i mezzi di comunicazione davano all'ondata di avvistamenti UFO di quell'autunno, per cui radio e giornali parlavano quasi ogni giorno di dischi volanti. L'apparecchio per realizzare lo scherzo venne fabbricato con una forcella di bicicletta, un manubrio, una ruota ed alcune potenti lampade elettriche.

## Principali avvistamenti in Italia
- 27 ottobre: avvistamento di UFO a Firenze.
- 28 ottobre: a Roma, poco prima del crepuscolo, numerosi cittadini videro in cielo un UFO, che fu osservato anche dall'ambasciatore USA in Italia, Clare Boothe Luce. Come avvenuto il giorno precedente a Firenze, anche a Roma si verificò la caduta di bambagia silicea[7].
- 6 novembre: a Roma diversi cittadini, tra cui il console e ufologo Alberto Perego, osservarono una formazione di piccoli globi luminosi sopra la Città del Vaticano[8].
- 14 novembre: alcuni UFO vennero osservati a Gela, in Sicilia; anche in questo caso si verificò la caduta di bambagia silicea[9].

### Il "caso Lotti"
L'episodio, verificatosi lunedì 1º novembre 1954, alle 6:30 del mattino., è conosciuto come "Caso Lotti" o anche "Caso Cennina". La prima inchiesta sull'accaduto fu condotta solo nel 1972 da Siro Menicucci. Seguirono nel 1973 quella di Paolo Fiorino e nel 1977 quella di Roberto Pinotti, fondatore del Centro Ufologico Nazionale. Il caso divenne famoso anche negli Stati Uniti.
Rosa Lotti Dainelli, contadina quarantenne, sposata e madre di quattro figli, viveva insieme alla famiglia in una casa colonica nel podere "La Collina" situato in una zona isolata tra Capannole e Cennina, frazione di Bucine in provincia di Arezzo. È stata considerata un soggetto mentalmente stabile ed attendibile. Proveniva da una famiglia umile, di scarsa cultura e «aveva sentito parlare di dischi volanti solo due o tre volte».
Rosa Lotti Dainelli, con l'intenzione di assistere alla messa di Ognissanti e visitare il cimitero, percorse un sentiero di campagna che portava alla chiesa di Cennina. In occasione della messa indossava il vestito nuovo e per non rovinare le scarpe buone decise di portarle a mano, insieme alle calze e a un mazzo di garofani (Dianthus caryophyllus) come offerta alla Madonna pellegrina, la cui processione era avvenuta la sera prima.
La donna conosceva bene quel sentiero, lo aveva percorso molte volte, anche di notte.
Nei pressi di una radura a circa 20 metri di distanza intravide tra i cespugli un oggetto appuntito. Avvicinandosi notò che era fusiforme ed era incastrato nel terreno in posizione verticale.
()
(da La Nazione Italiana, 2 novembre 1954.)
(dal cinegiornale La Settimana Incom, n° 24 anno XV.)
(da Il Giornale del mattino, 2 novembre 1954)
Dai cespugli uscirono improvvisamente due esseri dalle fattezze umanoidi ma alti soltanto un metro («Quasi come uomini, ma delle dimensioni di bambini»). Indossavano una tuta grigia aderente con bottoni lucenti, una corta mantellina sulle spalle, «un casco apparentemente di cuoio che copriva, con due dischetti, anche le orecchie.» e un nastro di cuoio intorno alla fronte.
()
I due esseri le presero i fiori e una calza che riposero nell'ordigno fusiforme. Da come gesticolavano e dal tono della voce non sembravano minacciosi, ma amichevoli. Parlavano una lingua descritta come simile al cinese (ripetevano «liu, lai, loi, lau, loi, lai, liu»). La signora protestò per riavere indietro le sue cose ma i due esseri le restituirono solo una parte dei fiori tenendosene cinque. Con una calza legarono il mazzo dei fiori restanti e lo posero nell'ordigno. Uno dei due prese dall'interno dell'oggetto fusiforme uno strumento cilindrico marrone e lo puntò verso la signora «dando l'impressione di scattare delle fotografie». Spaventata la donna si allontanò nel bosco senza però essere inseguita.
Dopo il racconto dell'avvenimento i carabinieri ispezionarono il luogo e trovarono una buca, presumibilmente creata dalla punta dell'oggetto infilata nel terreno.
Ampelio Torzini (allora un bambino di sei anni) in occasione di un tema scolastico rivelò di aver assistito insieme al fratello di nove anni, Marcello, al colloquio tra la donna e i due esseri non identificati mentre erano a pascolare i maiali nella radura. Non è sicuro se i due fratelli potessero essere considerati testimoni oculari attendibili o se il racconto fosse solo frutto della fantasia dei due.
Il racconto della donna fu accompagnato da diverse testimonianze di avvistamenti di oggetti volanti non identificati che coincidono per collocazione temporale. Le notizie sono riportate dai quotidiani toscani Il Giornale del Mattino e La Nazione tra il 2 e il 5 novembre. In totale si contano 24 testimoni di avvistamenti di "dischi diurni":
- Alle 6:30 circa un operaio di S. Leolino, mentre era a caccia, vide un corpo luminoso scendere di quota fino ad atterrare nella zona in cui avvenne l'incontro tra la donna e i due esseri non identificati.[11]
- Sempre verso le 6:30 il floricoltore Andrea Livi e il figlio Vittorio percorrendo il tratto stradale Bucine/Ambra osservarono «un ordigno conico di colore rosso, luminoso, e delle dimensioni di circa due metri, che sembrò innalzarsi da Ambra ed attraversare la zona emettendo fiammelle e lasciando dietro di sé‚ una scia di volute bluastre come di fumo».[11][22]
- Un muratore di venticinque anni, Romualdo Berti, avvistò un «razzo luminoso che si alzava in verticale dal bosco di Ambra, sprigionando fiammelle bluastre dalla coda. L'oggetto si diresse verso sud, da Cennina verso Badia a Ruoti».[11]
- Passate le 7:00 Luigi Dini, impiegato alla Corte d'appello di Firenze, assieme alla figlia, vide «una strana cosa volante» proveniente dal Falterona e diretta verso Arezzo (verso sud).[11]
- Il meccanico Marcello Pistocchi, percorrendo in motocicletta il tratto che da Mercatale porta a Bucine, avvistò nel cielo «un ordigno sferico che volava orizzontalmente e che emanava una luce così forte da illuminare a giorno il terreno sottostante». La luce proveniva da un faro al centro dell'oggetto e da altri due ai lati. Emanava una scia di colore rosso-blu. Gridando, Pistocchi attirò l'attenzione di Giuliano Colcelli e sua sorella Tosca che, affacciatisi alla finestra della loro casa, videro l'oggetto mentre si allontanava. Lo descrissero come «una specie di uovo rossastro».[11]
- Al fenomeno assistettero anche Gino Pianigini, Luigi Bianchi e don Nerio Rossi (da Cennina).
- Le evoluzioni dell'oggetto furono descritte anche da Ottorino Santarelli, Otello Buriasi e Angiolino Brogi (da Pietraviva), che descrissero l'oggetto come un «"globo celeste" che volava in direzione di S. Lucia e, secondo Santarelli, emetteva strani lampi fra il celeste e il rosso».[11]
- Secondo La Nazione altre nove persone avvistarono un oggetto volante luminoso nella zona di Bucine.[11]

## Avvistamenti in altri Paesi europei
Vennero segnalati avvistamenti anche in Austria, Svizzera, Gran Bretagna, Spagna, Portogallo, Belgio, Germania, Scandinavia (principalmente Svezia), Paesi balcanici (principalmente Jugoslavia) e altri Paesi.
Particolare rilevanza ebbe l'avvistamento effettuato il 25 ottobre a Belgrado. Alcuni testimoni in servizio all'aeroporto, tra cui l'ingegnere aeronautico Vladimir Aivas e il capitano dell'aeronautica militare Stjepan Djitkol, osservarono intorno alle 6.15 a.m. un oggetto a forma di sigaro ed altri oggetti più piccoli di forma ovale o circolare che sorvolarono l'aerostazione. Alcuni oggetti furono osservati poco più tardi da Petar Đurković, astronomo dell'Osservatorio di Belgrado, secondo cui non erano riconducibili a meteoriti. La notizia dell'avvistamento fu riportata il 27 ottobre dai giornali di Belgrado, che riferirono che il fenomeno era stato osservato anche da centinaia di semplici cittadini.
Da notare che lo stesso giorno e quasi alla stessa ora dell'avvistamento di Belgrado, un disco luminoso fu avvistato nel cielo di Vienna da numerosi testimoni.

## Spiegazioni degli scettici
Lo psichiatra George Heuyer, uno dei pionieri dell'ipotesi psicosociale sugli UFO, in un lavoro pubblicato nel 1954 sul Bulletin de l'Acadèmie Nationale de Médecine, espresse l'idea che le ondate di avvistamenti di UFO come quella del 1954 potevano essere espressione di un'isteria di massa.
La bambagia silicea caduta durante gli avvistamenti in Italia è stata invece spiegata con il fenomeno del ballooning, che avviene durante le migrazioni dei ragni.
Una parte degli avvistamenti potrebbe essere spiegata con i lanci di palloni aerostatici che durante la guerra fredda venivano effettuati verso i Paesi dell'Europa dell'Est per motivi di spionaggio.